# 00000JAPAN

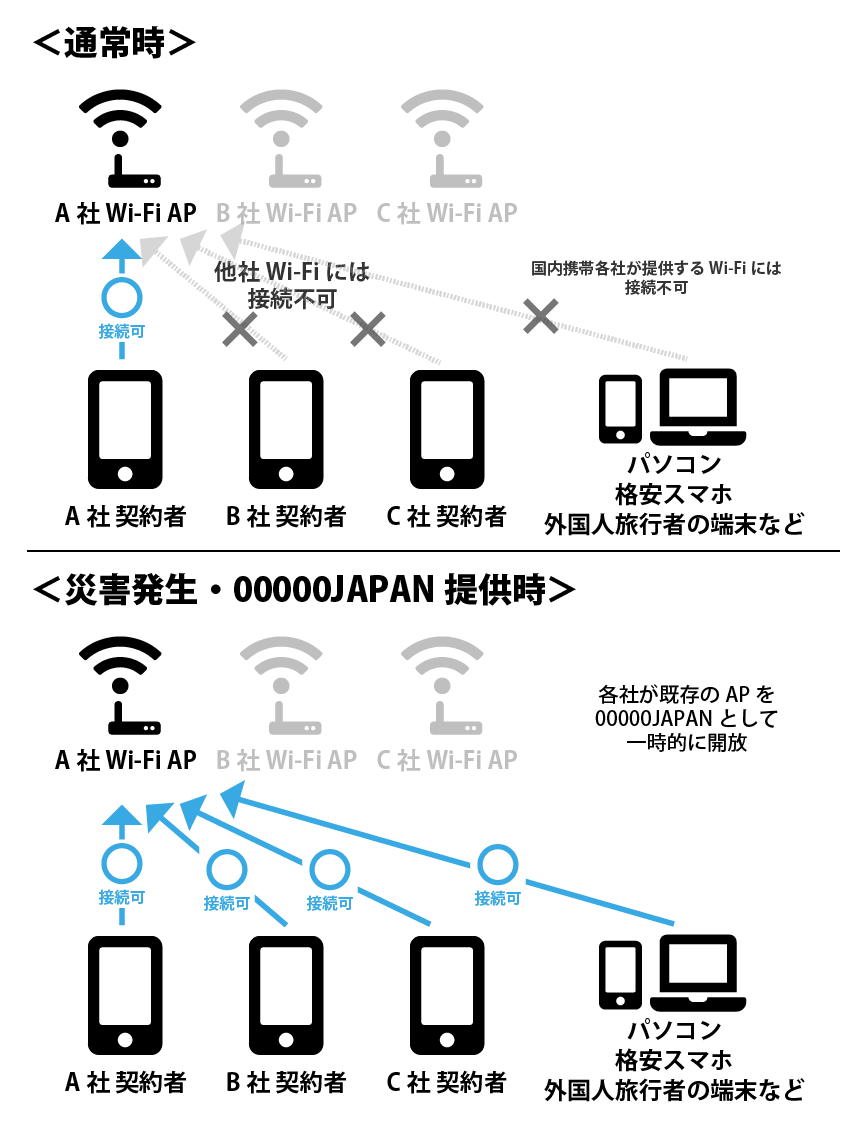
00000JAPANの概要図

00000JAPAN（ファイブゼロジャパン）とは、日本における大規模災害や通信障害時に、情報収集や安否確認などを支援するために無料で提供される公衆無線LAN（Wi-Fi）アクセスポイントのサービスセット識別子（SSID）。日本国内の無線LANに関係する企業で構成される「無線LANビジネス推進連絡会」が主導となってサービスを提供している。キャッチフレーズは「いのちをつなぐ 00000JAPAN」。

## 概要
東日本大震災発生時、4Gを始めとする通信回線の復旧が遅れたことを契機に取り組みが始まった。原則としてdocomo Wi-Fiやau Wi-Fi SPOT、ソフトバンクWi-Fiスポットといった通常時は利用者が契約者に限定されるアクセスポイントを臨時で認証なしに利用可能にするものであるが、必要に応じて避難所などに臨時で設置されるアクセスポイントもこのSSIDにて接続可能となる。
2016年4月に発生した熊本地震で初めて実運用され、九州全域で55,000箇所のアクセスポイントが提供された。
名称の先頭に「00000」が付いているのは、SSID一覧の中で探しやすいようにするためである。また、「JAPAN」は海外からの救援者にも理解しやすいように配慮したものである。
アルファベットのJと電波をかたどったロゴマークが用意されており、無線LANビジネス推進連絡会の会員のみ利用できる。
当初は大規模災害時にのみこの無料Wi-Fiが開放されてきたが、キャッシュレス決済やSNSの利用が普及してきたことから、2023年5月から通信障害時でも利用できるようになった。

## 利用方法
スマートフォンやパソコンなどの無線LAN接続画面から「00000JAPAN」を選択するだけで利用できる。利用登録は必要なく、IDやパスワードの入力も不要である。

### 利用時におけるセキュリティ上の注意点
通信が暗号化されていない
緊急時の利便性確保を優先しており、暗号化を施されずに無料開放されているため、接続しやすい反面で第三者に通信内容を傍受される恐れがある。そのため、ログインIDやパスワード、個人情報などを含む通信は控えるか、HTTPS通信やVPNなどを利用してセキュリティを確保する必要があるとされている。
ワイヤ・アンド・ワイヤレス（Wi2）が提供するアプリ「ギガぞう」には、00000JAPAN利用時に無償でVPN接続を利用できる機能が存在する。
ただし、2024年現在では多くのWebサイトやアプリケーションでHTTPS通信が導入されている。そのため、情報セキュリティ研究者の高木浩光は「10年前と違い、WebのHTTPS化がほぼ完了し、アプリのHTTPS通信もマストになっている現在、それ（クレジットカード情報やパスワードなどの入力）を避ける必要はありません」と見解を述べている。
偽のアクセスポイント
「00000JAPAN」を騙る偽のアクセスポイントが登場する可能性を指摘する声もあり、利用者が注意する必要がある。対策として、避難所運営者による告知の有無や周囲にキャリア3社のWi-Fiスポット（d Wi-Fi、au Wi-Fi SPOT、ソフトバンクWi-Fiスポット）のステッカーなどが掲示されているか確認することが挙げられる。また、偽のアクセスポイントに意図せず接続してしまうことを避けるため、00000JAPANへの自動接続をオフにすることも推奨されている。

## 提供方法（設置方法）
「00000JAPAN」の開放を計画する事業者等は、あらかじめ申請書を無線LANビジネス推進連絡会に提出し、そのチェックを受けなければならないとされている。
また、公衆無線LANを00000JAPANとして一般開放する事業者や個人等に向けて、公衆無線LANの無料開放に関するガイドラインや災害用統一 SSID「00000JAPAN」参加資格などが公開されている。参加（提供）基準は、連絡会の会員と非会員によって基準が異なる。

### アクセスポイントの技術要件
参加資格（第2.2版）では、技術要件が以下のように定められている。無線LANビジネス推進連絡会の会員については「努力」レベルの事項も適用することが望ましいとされている。
| 項目番号 | 必須 | 対応事項 |
| -------- | ---- | --- |
| 1        | 必須 | パスワードを設定せず「Open」なネットワークとして設定する                                                                               |
| 2        | 必須 | SSID を隠微せず、どの機器からも識別可能とする                                                                                          |
| 3        | 必須 | 利用時間の制限を持たせないようにする                                                                                                   |
| 4        | 必須 | 利用者認証の機能を利用せず、だれでも自由にアクセスできるようにする                                                                     |
| 5        | 必須 | 接続元の通信機器を問わず、だれでも利用できるようにする                                                                                 |
| 6        | 努力 | Wi-Fi の通信規格(IEEE802.11a/b/g/n/ac/その他、左記と同等である Wi-Fi の通信規格)のうち、対応可能な通信規格すべてで通信できるようにする |
| 7        | 努力 | 2.4GHz 帯・5GHz 帯、両周波数帯で通信できるようにする                                                                                   |
| 8        | 努力 | 同ネットワーク内に接続する端末間の通信ができないようにする                                                                             |
| 9        | 努力 | 通信元の回線が切断された場合、SSID の送出を停止する                                                                                    |
| 10       | 努力 | 通信速度の公平性を保てるよう、接続端末ごとの利用可能な帯域を公平に配分する                                                             |

### 技術以外の要件
参加資格（第2.2版）では、無線LANビジネス推進連絡会の会員以外が提供する場合に関して、以下のような要件が定められている。
- 無線LANビジネス推進連絡会の会員以外が、災害時以外に「00000JAPAN」を提供した場合、混乱を招く恐れがあるため、以下の事象の場合のみ提供が認められている。
  - 提供者自身が被災し、現状における被災状況は不明であっても、被災地において避難所が指定され、住民が避難している事実を確認した場合。
  - 連絡会、大手通信各社が「00000JAPAN」の提供について報道発表がなされた事を確認した場合。
- 平時（災害時以外）の無料Wi-Fiとして提供するSSIDを「00000JAPAN」に設定しないこと。また、平時における「00000JAPAN」の常時提供は実施しないこと。
  - 平時に無料Wi-Fiを提供する場合、「00000JAPAN」とは別のSSIDを個別に設定すること。
- 連絡会の会員でない者が「00000JAPAN」を提供する場合、営利利用は認められない。
- 試験送出に関して事前に連絡会への報告は必要ないが、提供時間は概ね 60 分程度に留める事が望ましい。また、実際の災害発生と誤認されないように心がけるものとする。

### アクセスポイントを提供する際の注意点
バッファローのAirStation Proシリーズなど、一部のWi-Fiアクセスポイント製品では緊急時にパスワードなしでアクセスポイントを開放する機能を備えた製品もあるが、この機能を利用して開放する際には、開放された無線LANからはインターネット（WAN）のみが利用可能であり社内LANへの部外者のアクセスができないことを事前に確認しておく必要がある。

## 認定事業者
2024年8月現在、以下の事業者が参加している。

### サービス提供事業者

#### 通信キャリア
- NTTドコモ
- KDDI
- ソフトバンク
- エヌ・ティ・ティ・ブロードバンドプラットフォーム
- 東日本電信電話（NTT東日本）
- ワイヤ・アンド・ワイヤレス
- アイテック阪急阪神
- 楽天モバイル
- 西日本電信電話（NTT西日本）

#### 自治体等
- 戸田市
- 桃山学院大学
- 吉備中央町
- 松本市
- 山梨県南部町
- 由利本荘市
- 城陽市
- 標茶町
- 美浦村
- 井原市
- 神河町
- 青木村
- 多治見市
- 富加町
- 湯沢町
- 丹波篠山市
- 山都町
- 阿智村
- 上田市
- 四万十町役場
- 多久市
- 長和町
- 洋野町
- 富里市
- 松江市
- 奈良市
- 奥州市
- 一戸町
- 能登町
- 魚津市
- 勝央町
- 高砂市
- 下呂市
- 碧南市役所
- 厚木市
- 糸島市
- 加茂市
- 越生町
- 三次市
- 粕屋町
- 富士市
- 河内長野市
- 伊奈町
- 南国市
- 府中市教育委員会
- 名古屋市
- 橋本市
- 別海町
- 岸和田市
- 弥富市役所
- 呉市
- 宿毛市
- 小牧市教育委員会
- 岡垣町役場
- 富士宮市
- MBTコンソーシアム
- 稲沢市
- 羽村市
- 関市
- 京丹後市役所
- つくばみらい市
- 各務原市
- 中川村
- 中之条町
- 小鹿野町
- 桐生市
- 吉田町役場
- 東浦町
- 新潟市
- 岩見沢市
- 山梨市
- 牟岐町

### 機器装置提供事業者

#### メーカー等
- フルノシステムズ
- ビーマップ
- シスコシステムズ
- ディーリンクジャパン
- 日本ヒューレット・パッカード
- ヤマハ
- アイコム
- エレコム
- パナソニック　コネクト
- 網屋
- 日本電気
- NECプラットフォームズ
- 華為技術日本
- バッファロー
- ExtremeNetworks
- アイ・オー・データ機器
- ティーピーリンクジャパン
- Relay2Japan
- NTTビジネスソリューションズ
- エフサステクノロジーズ
- ジュニパーネットワークス

### 認定事業者（非会員）

#### エリアオーナー
- 東京大学総合文化研究科
- 大阪体育大学
- 学校法人福岡大学
- 風に立つライオン基金
- 荒井学園新川高等学校
- 静岡大学
- 東京都中小企業振興公社
- 中西学園
- 岡山県立大学